# Kritosaurini
Tribu
Genres de rang inférieur
- † Kritosaurus
- † Gryposaurus
- † Naashoibitosaurus
- † Secernosaurus
- † Willinakaqe
- † Latirhinus ?
- † Rhinorex ?

Synonymes
- Gryposaurini

Les Kritosaurini forment une tribu éteinte de dinosaures ornithopodes de la famille des hadrosauridés et de la sous-famille des saurolophinés. Ils ont vécu en Amérique du Nord et du Sud à la fin du Crétacé supérieur, au Campanien et au Maastrichtien, soit il y a environ entre 83,6 et 66,0 millions d'années, .

## Création et définition
Le nom de Kritosaurini comme une tribu d'hadrosauridés a été proposé pour la première fois par Michael Brett-Surman en 1989. Mais ce n'est qu'en 2014 qu'il a été considéré comme un clade par Albert Prieto-Márquez. Il le définit comme « le clade d'hadrosauridés le plus exclusif contenant Kritosaurus navajovius Brown, 1910, Gryposaurus notabilis Lambe, 1914, et Naashoibitosaurus ostromi Hunt et Lucas, 1993 ».

## Liste des genres
- † Kritosaurus Barnum Brown, 1910[4].
- † Gryposaurus Lawrence Lambe, 1914[5]. La similitude entre ces deux premiers genres a tout de suite été signalée[6],[7] ; elle a conduit pendant tout le XXe siècle à un va-et-vient permanent entre des études qui regroupaient les deux genres sous le seul nom antérieur de Kritosaurus, et d'autres qui distinguaient les deux. Ce n'est que depuis les années 1990 que les deux genres sont considérés comme valides[8].

- † Secernosaurus Brett-Surma, 1979[9]
- † Naashoibitosaurus Hunt et Lucas, 1993[10]
- † Willinakaqe Juárez Valieri et al., 2010[11], ajouté à la tribu par Prieto-Márquez en 2016[2].

Les genres suivants sont parfois inclus parmi les Kritosaurini :
- † Latirhinus ? ;
- † Rhinorex ?

À noter toutefois que P. Cruzado-Caballero et J. E. Powell en 2017 ne retiennent dans cette tribu que l'espèce type de Kritosaurus (K. navajovius) et quatre espèces du genre Gryposaurus.